# O Encontro de Leão Magno e Átila (Rafael)
O Encontro de Leão Magno e Átila é um afresco do artista renascentista italiano Rafael. Foi pintado entre 1513 a 1514 como parte da encomenda de Rafael para decorar as salas que hoje são conhecidas como Salas de Rafael (em italiano Stanze di Raffaello), no Palácio Apostólico do Vaticano. Está localizado na Sala de Heliodoro (Stanza di Eliodoro).
A pintura retrata o encontro entre o Papa Leão I e Átila, o Huno, ocorrido em 452 no norte da Itália. Inicialmente, Rafael retratou Leão I com o rosto do Papa Júlio II, mas após a morte de Júlio, Rafael mudou a pintura para se parecer com o Papa Leão X. Leão X aparece tanto como cardeal quanto como papa. As imagens de São Pedro e São Paulo aparecem no céu empunhando espadas e teriam ajudado a impedir que o rei dos hunos invadisse a Itália.